# Дом Гарун-аль-Рашида Апанаева
Дом Гарун-аль-Рашида Апанаева (флигель усадьбы Апанаевых) — историческое здание в Казани, в Старо-Татарской слободе, на углу улиц Шигабутдина Марджани и Сафьян, дом 40/1. Построен в начале XX века. Объект культурного наследия местного значения.

## История
Дом был выстроен в углу большой усадьбы Апанаевых в 1912 году по заказу тогдашних владельцев, Мухамет-Закира и Абдрахмана Абдул-Каримовичей Апанаевых для сына последнего, Гарун-аль-Рашида, в качестве свадебного подарка для него. Распространено ошибочное название дома «Дом Ахмет-бая». Дом реставрировался в 1960-х гг. и в 2012—2013 гг. При последней реставрации по проекту И. А. Аксёновой верхний деревянный этаж полностью перебран с заменой ветхих брёвен и крыши, укреплены фундаменты и стены, восстановлена мраморная лестница. В отреставрированном здании размещается муниципальное учреждение — префектура «Старый город», ответственная за созранение культурного наследия Казани.

## Архитектура
Полукаменный дом имеет в плане прямоугольную форму. Нижний этаж кирпичный, неоштукатуренный, верхний — деревянный, дом перекрыт вальмовой крышей. Угол дома отмечен характерным для богатых татарских домов эркером. Эркер имеет крупное окно и венчается фронтоном. Фасад по улице Марждани имеет 8 оконных осей, по улице Сафьян — 4. Окна нижнего этажа имеют прямоугольную форму, снабжены наличниками с вытянутыми «ушками» и «серьгами» на них, а также замковыми камнями. Рустованный нижний этаж венчается профилированным карнизом. На втором этаже окна обрамлены резными наличниками, которые завершаются ступенчатыми сандриками на консольках. В дом есть два входа, главный из них — с улицы Сафьян, второй — с другого угла дома. Второй вход предназначался для женской половины дома. Дом построен в духе традиционной татарской архитектуры с элементами классицизма.